# Brachybelvosia brasiliensis
Brachybelvosia brasiliensis är en tvåvingeart som beskrevs av Townsend 1927. Brachybelvosia brasiliensis ingår i släktet Brachybelvosia och familjen parasitflugor. Inga underarter finns listade.